# فيل ديفيز (سياسي)
فيل ديفيز (بالإنجليزية: Phil Davies)‏ هو سياسي بريطاني، ولد في 8 أبريل 1959. نشط حزبياً في حزب العمال.